# Salinas de Oro
Salinas de Oro település Spanyolországban, Navarra autonóm közösségben. Salinas de Oro Guesálaz, Goñi, Bidaurreta és Guirguillano községekkel határos. Lakosainak száma 112 fő (2024).

## Népesség
A település népessége az elmúlt években az alábbi módon változott:
| Lakosok száma | 111  | 109  | 114  | 115  | 117  | 118  | 113  | 109  | 106  | 112  |
|               | 2001 | 2004 | 2007 | 2009 | 2012 | 2014 | 2017 | 2019 | 2022 | 2024 |